# Aéroport de Medicine Hat
L'aéroport de Medicine Hat est un aéroport situé en Alberta, au Canada. L'aéroport a des vols réguliers vers Calgary.

## Compagnies aériennes et destinations
| Compagnies     | Destinations |
| -------------- | ------------ |
| WestJet Encore | Calgary      |

Édité le 27/04/2025